# Tatgeneigtheit
Tatgeneigtheit bedeutet im Strafrecht die (straflose) Vorstufe des Tatentschlusses.
Bedeutung hat die Tatgeneigtheit bei der Frage, ob ein strafbarer Versuch oder eine Anstiftung zu einer Straftat vorliegt.

## Versuchsstrafbarkeit
Der Versuch eines Verbrechens ist stets strafbar, der Versuch eines Vergehens nur dann, wenn das Gesetz es ausdrücklich bestimmt (§ 23 Abs. 1 StGB). Eine Straftat versucht, wer nach seiner Vorstellung von der Tat zur Verwirklichung des Tatbestandes unmittelbar ansetzt (§ 22 StGB).
Zur Bejahung des Tatentschlusses im Sinne des § 22 StGB muss dieser unbedingt und endgültig gefasst worden sein. Es genügt nicht, wenn der Täter lediglich tatgeneigt ist. Das ist der Fall, wenn er noch nicht fest entschlossen ist, die Tat zu begehen, sondern noch subjektive Vorbehalte hat und es daher noch eines „inneren Willensrucks“ bedarf. Solange der Täter nur mit dem Gedanken der Tatbegehung spielt, ist die Entscheidung über das „Ob“ der Tatbegehung noch nicht gefallen.

## Strafbarkeit des Anstifters
Als Anstifter wird gleich einem Täter bestraft, wer vorsätzlich einen anderen zu dessen vorsätzlich begangener rechtswidriger Tat bestimmt hat (§ 26 StGB).
Um einen anderen zu einer vorsätzlichen Tat zu bestimmen, muss der Anstifter dessen Tatentschluss hervorrufen. Der Einfluss, den der Anstifter auf den anderen nimmt, muss zumindest mitursächlich für dessen Tatentschluss sein. Das Hervorrufen einer bloßen Tatgeneigtheit bei dem anderen reicht nicht aus.
Andererseits kann ein bereits zur Tat Entschlossener (sog. omnimodo facturus) nicht mehr angestiftet werden. Eine strafbare Anstiftung ist hier nur durch Umstimmen zu einer weiteren oder anderen (schwereren) Tat möglich, zu der er noch nicht entschlossen war (Umstiftung, Aufstiftung).
Bei Verleitung eines zunächst nicht tatgeneigten Täters durch einen den staatlichen Ermittlungsbehörden zuzurechnenden Lockspitzel oder verdeckten Ermittler verstößt das anschließende Strafverfahren gegen den Grundsatz des fairen Verfahrens gemäß Art. 6 Abs. 1 Satz 1 EMRK und das aus der deutschen Verfassung abzuleitende Rechtsstaatsprinzip (Art. 20 Abs. 3 GG). Dieser Umstand ist nach der inzwischen geänderten Rechtsprechung des Bundesgerichtshofs nicht lediglich bei der Strafzumessung zu berücksichtigen, sondern führt zur Verfahrenseinstellung.